# Фуойбі

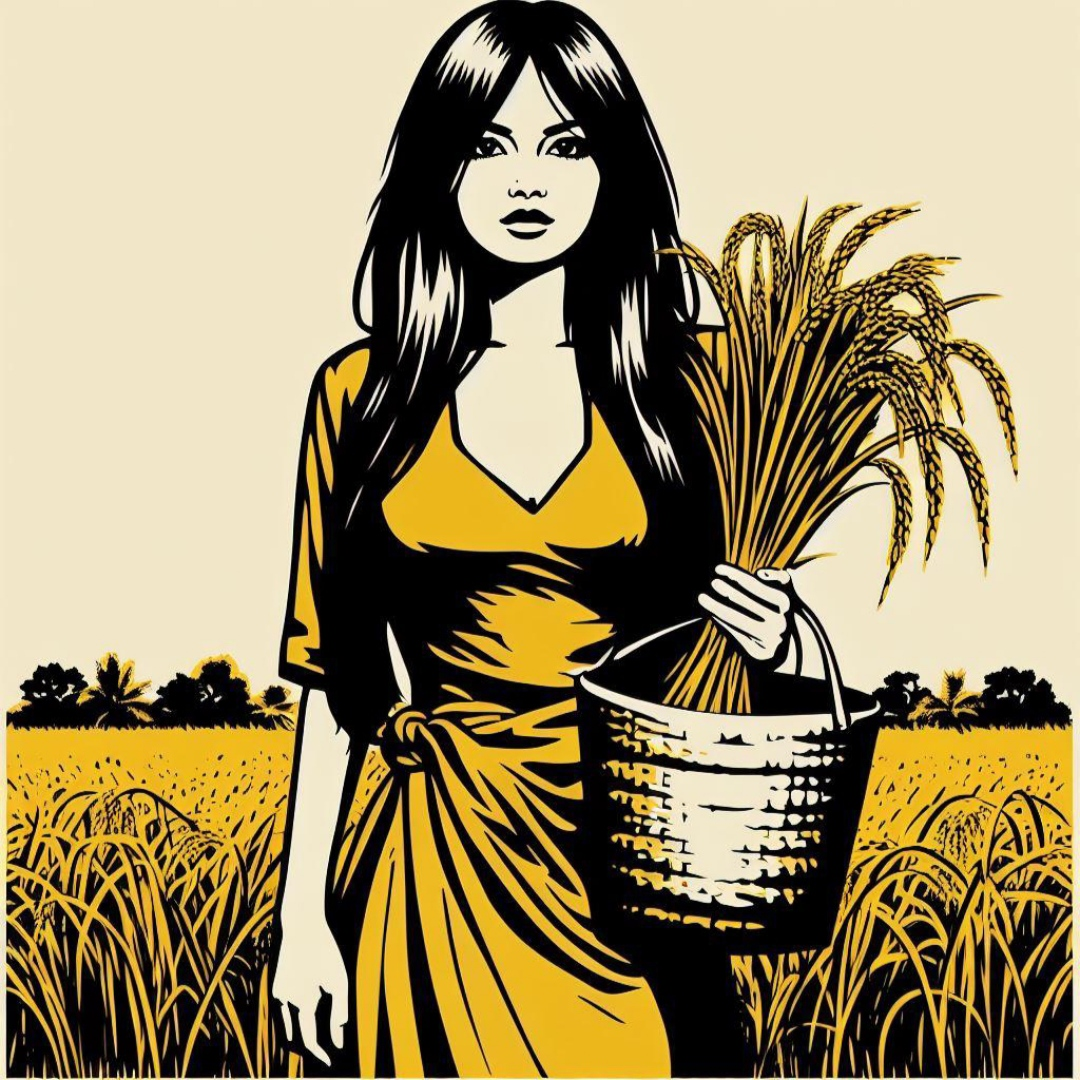
Фуойбі

Фуойбі або Фуойпі чи Фулейма або Фурейма — богиня та жіноче уособлення землеробства, посівів, родючості, зерна, врожаю, рису та багатства в міфології та релігії Мейтей Стародавнього Маніпуру (Античний Кангліпак, ця територія входить до складу Індії із 1949 року). Вона кохана Аконгджамби, героя стародавніх легенд. Але доля не дозволяє закоханим об'єднатися. Так, Фуойбі та Аконгджамба перевтілилися в легендах. Її відправив Тханджін до Кеге Мойранга (Кеке Мойланга), щоб покращити життя людей. Вважалося, що життя двох легендарних закоханих розігрується Танджінгом як частина Мойранг Сайон з легенд Мойранг Канглейрола.
Фуойбі — це дух рису. Отже, вона не є членом Уманг Лай.
Персонажі Фуойбі та інших богинь, включаючи Пантхойбі та Емоїну, уособлюють вплив, сміливість, мужність, незалежність, справедливість і соціальну честь жінок Мейтей. Представники народу Мейтей вірять, що сяючий чорний камінь є уособленням богині, який, якщо тримати його в глиняному горщику зерносховища, принесе удачу і благополуччя, поки він світить.

## Етимологія
Фуойбі або Фуойпіі буквально означає Леді Падді в Мейтеї (Маніпурі) . Фуо означає «неочищений рис», або просто рис. «Ойбі» походить від дієслова «ойба» (що означає «стати») із суфіксом жіночого роду «i».

## Опис
Фуойбі — богиня, яка дуже мінлива в коханні. Вона закохується в багатьох смертних. Однак вона не живе постійно ні з ким із них. Вона побувала в багатьох місцях і кохалася з багатьма смертними, щоб потім відмовитися від них. Деякий час вона жила зі своїм улюбленим коханим, а згодом покинула його. Її природа символізує, що багатство триває недовго. У давнину були часті війни та стихійні лиха. Отже, богиня рису описується як дуже непостійна у прихильності до людства.
Відповідно до положень культури Мейтей, гнів Фуойбі був спровокований нехтуванням рисом. Регулярно проводилися обряди та ритуали, присвячені богині. Цим відганялися можливі нещастя, які могли спіткати селян.

## Міфологія

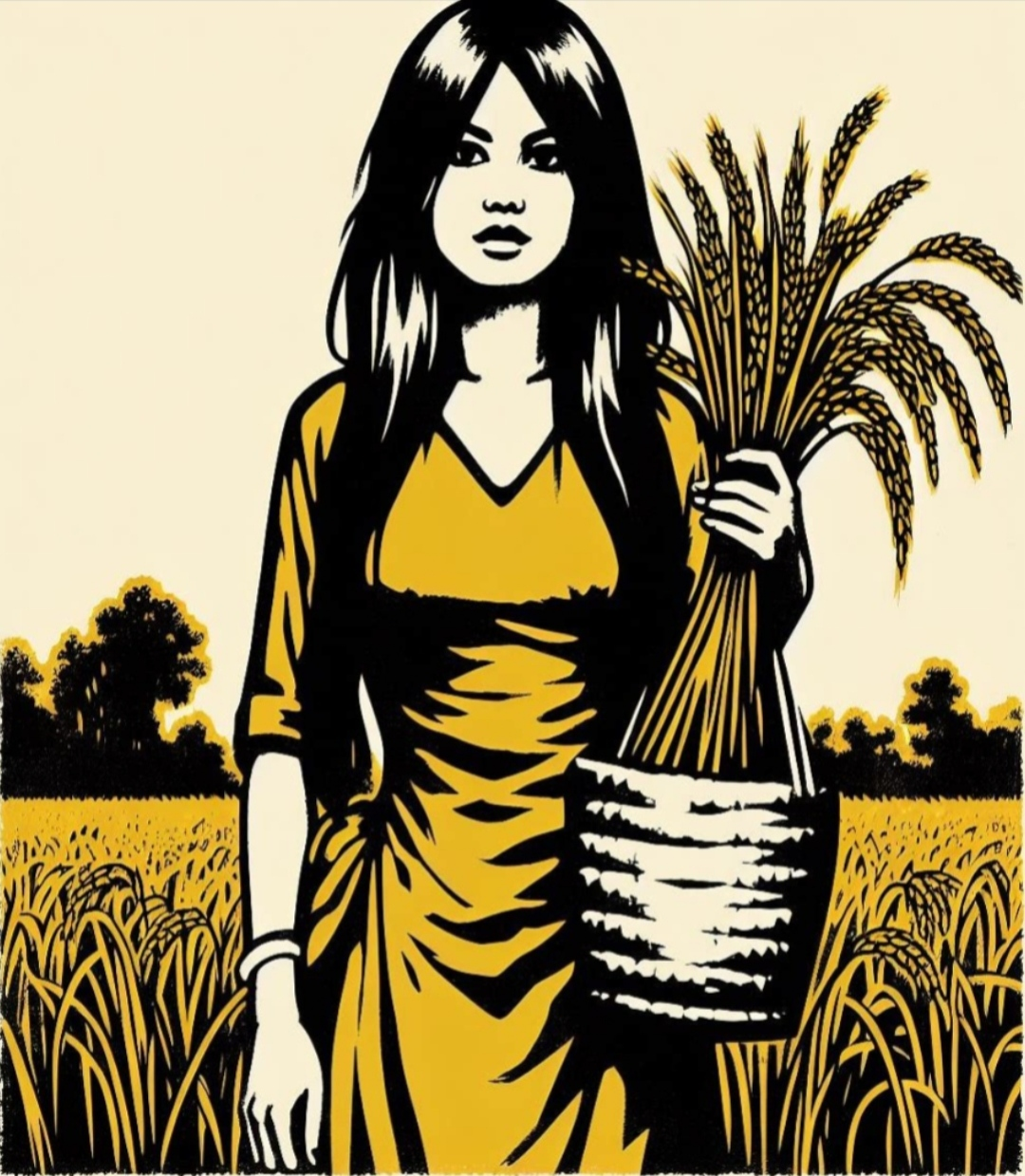
Фуойбі

Одного разу Фуойбі вирушила в подорож разом зі своїми сестрами (друзями в іншій версії), Нгалеймою та Тумлеймою. У Мойранзі, коли богиня збиралася перетнути річку, Аконгджамба прийшов на це місце для полювання. Аконгджамба і Фуойбі закохалися з першого погляду.
Через деякий час Фуойбі відвідала будинок Аконгджамби. Вона переодягнулась у жінку з племені (хаонупі або хаонубі). Аконгджамби там не було, але мати Аконгджамби зустріла її негостинно. Мати Аконгджамби збиралася вдарити Фуойбі (переодягнену жінку з племені) мітлою. Якщо мітла торкнулася б богині, всі її магічні сили втратилися. Отже, Фуойбі втекла до курника. Вона перетворилася на курку. Мати Аконгджамби пішла за нею і порахувала кількість курчат. Як виявилося, їх було, ні більше, ні менше. Отже, вона повернулася до свого дому. Фуойбі провела ніч у брудному і смердючому курнику. Наступного дня вона знову прийняла первісну форму прекрасної дівчини в сяючому вбранні. Вона подзвонила матері Аконгджамби, щоб вона вийшла. Вона сказала їй, що хоче заплатити їй за ночівлю. Вона скинула зі свого тіла величезну купу золотого зерна посеред двору будинку. Потім Фуойбі покинула це місце, подорожуючи на південний схід. Мати Аконгджамби залишилася здивованою.
В іншій версії історії Фуойбі залишилася на ніч у єнакха (лівий або правий бік будинку). Місце, де зупинялася богиня, стало відомим як Пхаєнг (фай або пхай означає залишатися).
Пізніше Аконгджамба повернувся додому і знайшов купу золотого зерна висотою з пагорб перед подвір'ям. На його здивування, мама розповіла йому всю цю історію. Він зрозумів, що ця жінка була Фуойбі та відразу ж пішов її шукати. По дорозі він її наздогнав. Він благав її повернутися додому і жити разом. Але Фуойбі відмовилася від його пропозиції. Вона сказала йому, що їм не судилося бути разом, щоб виконати свою роботу в цьому народженні. Сказавши це, вона зі смутком пішла від нього.
Коли Фуойбі подорожувала на південний схід, вона досягла берега річки. Було не відомо, наскільки глибока річка. У цей момент на тому березі річки з'явився олень. Вона запитала оленя, чи річка мілка чи ні. Олень збрехав, сказавши їй, що річка не глибока. Фуойбі пішла вниз по річці. Вона не вміла плавати і почала тонути.
Там також плавала невелика рибка нгамхай. Це допомогло богині, яка вже тонула, дістатися іншого берега. Вона подякувала маленькому створінню і дарувала йому благо, що воно сяятиме, як дзеркало в блискучій воді. Вона побажала, щоб співаки балад завжди хвалили рибу за її сріблясту красу, коли переказуватимуть її історію.
Потім Фуойбі зиркнула на оленя. Вона прокляла оленя і всі його види, що якщо вони спробують з'їсти її творіння — рис, то всі їхні зуби випадуть. Тож і сьогодні олені ніколи не їдять рис через страх, що у них випадуть зуби.

## Поклоніння

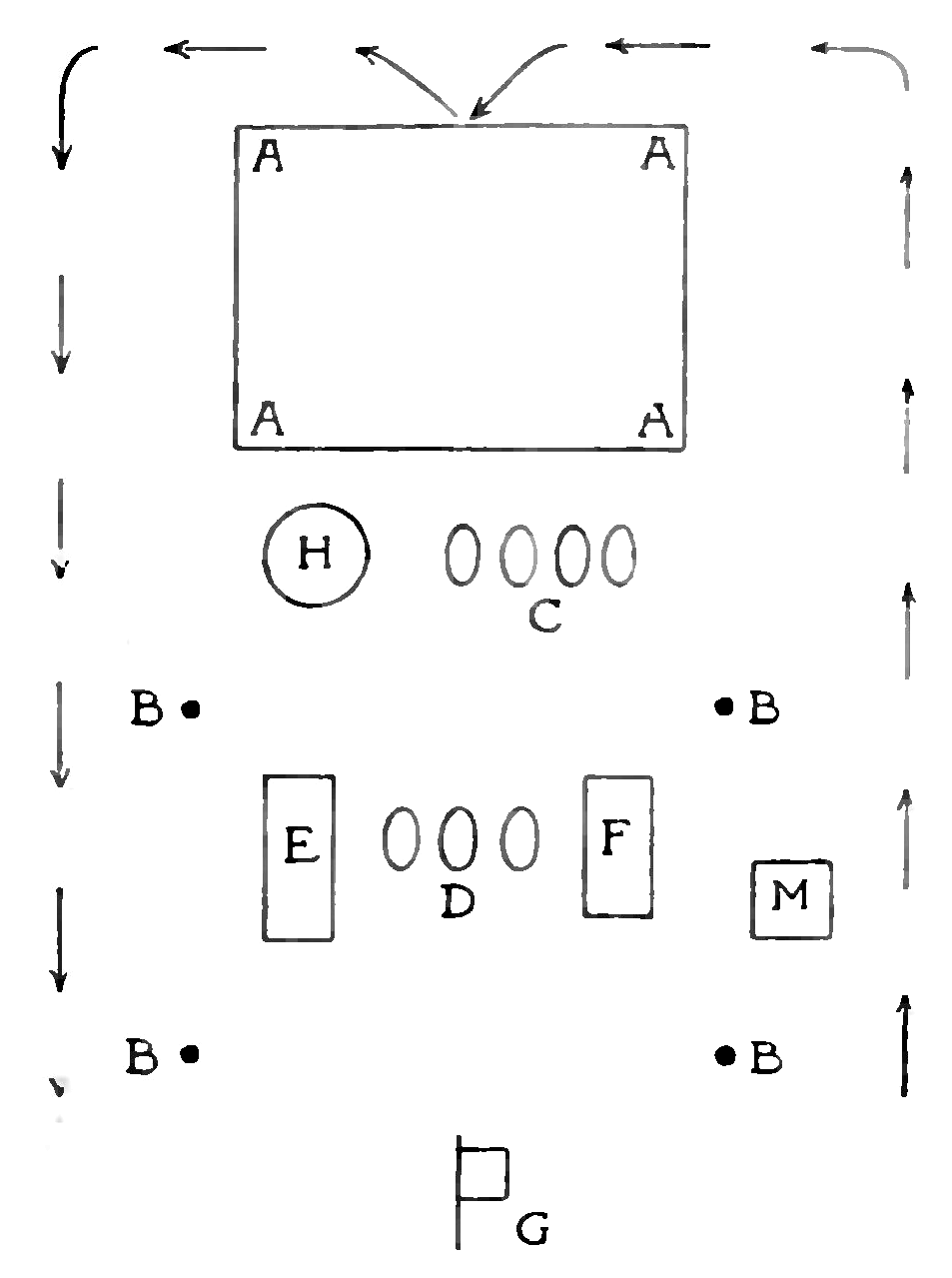
План церемонії, присвяченої богині Фаувойбі, ескіз, намальований полковником. Джоном Шекспіром у 1913 році

Пойну (місяць, що триває протягом листопада-грудня) є місяцем збирання врожаю Мейтей, і до зерносховища в цей час не можна заходити. Його наступний місяць Вакчінг (під час грудня-січня) — це час, протягом якого поклоняються богині Фуойбі.
- A — Килимок із розкладеними фруктами та овочами у 4 кутах.
- B — Встановлені стовпи (жербини) для підтримки навісу білого кольору.
- C — Овочі та риба саренг, запропоновані богинею.
- D — Сім сортів рису.
- E — Пожертвування 7 Лайремам на тканині.
- F — Пожертвування 9 представникам Уманг Лай.
- G — прапор.
- H — Порожній горщик, щоб приготувати підношення.
- M — Позиція Майби .

Богині Фуойбі пропонують фрукти та овочі в чотирьох кутках спеціально підготовленого місця. Місце поділено на 3 секції. При кожному поділі висівають насіння. Богиню закликають майба з жертвою чорної курки та піднесенням рисового пива.
Якщо минулорічний урожай був добрим, майба молилася богині, щоб вона дала їм гарний урожай. І якщо минулорічний урожай був незадовільним, майба молилася богині, щоб того року дала їм задовільний урожай без комах.
Рис і квіти на банановому листі фермери викидають на поле врожаю.
Після обмолоту проводиться церемонія Фу Куба (закликання рису). Phoukourol (Phoukouron або Phougourol або Phougouron) — гімн для виклику духа рису.

Пісня Phoukou (Phougou) співається так:
"He Lairemma Phouoibi! 

Toi Toi Toi

Thangee Phoubi Peibiro! 

Toi Toi Toi

Chaku Lankubiro! 

Toi Toi Toi 

Thangeena Chingdum Sabiro! 

Toi Toi Toi

Ho Lairemma Phouoibi! 

Toi Toi Toi"
Щоб отримати гарний урожай, народ Мейтей співає Phougou Eshei .
Зазвичай її співають під час жнив. Робиться це до того, як урожай буде заховано до зерносховища. Богині Фуоїбі поклоняються разом з Фу Нінтоу, богом рису. Фермери молилися двом божествам про збільшення врожаю минулого року вдвічі після збору врожаю.
Церемонія Фу Куба (закликання рису) частіше проводиться у разі нещасних подій з фермерами. Неприємними подіями можуть бути крадіжка або спалення рису, тварини, як-от корови тощо. Люди вірять, що все це через відсутність богині. Тому вони проводять обряди та ритуали, щоб спонукати богиню залишитися на своєму місці.
У таких випадках риба саренг (прісноводний сом) з рисом є найважливішим жертвоприношенням богині Фуойбі. Готувати її потрібно з зеленню, а не зі спеціями.
Члени родини Шаротхайбам (Сорохайбам) в давнину закликали богиню Фуойбі.

## Ототожнення з іншими божествами
Богиня Фуойбі часто ідентифікується як прояв богині Пантхойбі. Багато легенд говорять, що Пантхойбі стала Фуойбі після метаморфози. Вона також вважається втіленням Леймарел Сідабі, верховної богині матері-землі.

## Іконопис
Богиня Фулейма часто з'являється на стародавніх гончарних виробах. Вона уособлюється в круглому чорному камені, що сидить у горщику. Його кладуть на ложе з рисовими зернами всередині зерносховища. Його ніколи не тримають на голій землі. Поки богиня шанується, у господаря не бракує зерна.

## Тексти

### У Phouoibi Waron
Phouoibi Waron (Phouoibi Warol) — літературний твір Мейтей 13-14 століття, в якому богиня Трикстер згадується як мінлива жінка. Згідно з текстом, у богині є любовні стосунки з кількома партнерами, і вона завжди розлучається з ними.

### У Нінтурол Ламбуба
У Нінтурол Ламбуба згадується, що богиня Фуойбі та її шість друзів вирушили до місця під назвою Каран Ламбуба. Вони поміряли всі свої палиці, щоб знати, чия найдовша. Палиця Фуойбі виявилася найдовшою з усіх на один вузол. Отже, один вузол був відрізаний. Місце, де було відрізано палицю, було названо Kakmayai (как буквально означає відрізати на маніпурі).

### У Лоюмба Шиньєн
Лоюмба Шиньєн згадує, що люди з родини на ім'я Шаротхайбам (Сорохайбам) в давні часи закликали богиню рису.

## У масовій культурі
- Фу-ойбі, богиня рису — це опера-балада 2009 року у виконанні ансамблю Laihui Ensemble. Він заснований на історії богині та її сестер.[29][30]
- Phouoibi Shayon — міфологічний фільм Маніпурі 2017 року, заснований на історії богині та її сестер.[31][32][33]

## Названі іменем

### У сільському господарстві
У 1979 році сорти рису Phouoibi (раніше відомий як KD6-2-1) і Punshi (раніше відомий як KD6-18-7) були розроблені в Маніпурському державному дослідницькому центрі рису, Вангбал. Після того, як ці сорти рису були випущені, 75 відсотків площ, де висаджуються високоврожайні культури, становлять 25 відсотків рису Phouoibi. Phouoibi дозріває за 135 днів (4–5 місяців). Було виявлено, що ці сорти рису більш захищені від комах, ніж місцеві сорти, такі як Phourel та Moirang Phou.

### У комерції
Іма Кейтель (англ. Mothers' Market), єдиний у світі ринок для жінок, має три великі будівельні комплекси. Phouoibi Ima Keithel є комплексним номером 3, якому передують Леймарел Сідабі (комплекс номер 1) та Імоїну (комплекс номер 2). Цей 500-річний ринок розташований у центрі Імпхала, мегаполісу Маніпура .

## Інші веб-сайти
- Phouoibi_archive.org
- Phouoibi_e-pao.net